# کرتش‌سیگت
کِرتِش‌سیگِت (به مجاری:  Kertészsziget) یک منطقهٔ مسکونی در مجارستان است که در ناحیه سگ‌هالوم واقع شده و ۳۹٫۱۵ کیلومتر مربع مساحت و ۳۷۴ نفر جمعیت دارد.